# Dominique Pifarély
Dominique Pifarély (Bègles, 1957 –) francia dzsesszhegedűs.

## Pályafutása
Hatéves korától a Montreuil Konzervatóriumában kapott klasszikus hegedűképzést. 1979-ben trióban turnézni kezdett Didier Levallet basszusgitárossal és Gérard Marais gitárossal. Az 1980-as években saját zenekarait vezette (lemezek: Insula Dulcamara (1988), Oblique (1992).
1985-ben Pifarély Louis Sclavis énekessel dolgozott, majd 1992-ben megalakították a Sclavis/Pifarély Acoustic Quartetet Marc Ducret gitárossal és Bruno Chevillon nagybőgőssel együttesüket, és lemezfelvételeket készítettek az ECM Records-nak. Az 1990-es évek végén François Couturier zongoraművésszel duóban készült lemeze (1997).
Egy szöveges-zenés munkája született François Bon francia íróval, Violaine Schwartz és Pierre Baux színészekkel. Akusztikus zenekara van, a kilenctagú Dédales együttes. 2007-ben egy triót alapított Julien Padovani billentyűssel és Eric Groleau dobossal.
Pifarély fellépett és turnézott Európában, az Egyesült Államokban, Kanadában, Japánban, Indiában, a Közel-Keleten, Latin-Amerikában és Afrikában.

## Albumok
- 1987: Eowyn: Didier Levallet/Gérard Marais/D.Pifarély
- 1988: Insula Dulcamara: D.Pifarély: Nocturne
- 1992: Oblique: D.Pifarély
- 1993: Acoustic quartet: Louis Sclavis/D.Pifarély
- 1996: Icis: D.Pifarély/C.Zingaro
- 1997: Poros: D.Pifarély/François Couturier
- 2005: Instants retrouvés: D.Levallet/G.Marais/D.Pifarély
- 2008: Impromptu: D.Pifarély/F.Couturier/Dominique Visse
- 2008: Dominique Pifarély Trio: D.Pifarély/Julien Padovani/Éric Groleau
- 2008: Peur: D.Pifarély et François Bon: met François Corneloup
- 2009: Nommer chaque chose à part: D.Pifarély et l'ensemble Dédales
- 2010: Prendre corps (récital Ghérasim Luca)

## Fordítás
Ez a szócikk részben vagy egészben  a   Dominique Pifarély című angol Wikipédia-szócikk ezen változatának fordításán alapul.  Az eredeti cikk szerkesztőit annak laptörténete sorolja fel. Ez a jelzés csupán a megfogalmazás eredetét és a szerzői jogokat jelzi, nem szolgál a cikkben szereplő információk forrásmegjelöléseként.